# (3290) Azabu
(3290) Azabu est un astéroïde de la ceinture principale.

## Description
(3290) Azabu est un astéroïde de la ceinture principale. Il fut découvert par Cornelis Johannes van Houten, Ingrid van Houten-Groeneveld et Tom Gehrels le 19 septembre 1973 à l'observatoire Palomar. Il présente une orbite caractérisée par un demi-grand axe de 3,96 UA, une excentricité de 0,12 et une inclinaison de 2,77° par rapport à l'écliptique.
Il fut nommé en hommage au premier site d'observation de l'observatoire astronomique de Tokyo.

## Compléments